# Stenus montanus
Stenus montanus är en skalbaggsart som beskrevs av Thomas Casey. Stenus montanus ingår i släktet Stenus och familjen kortvingar. Inga underarter finns listade i Catalogue of Life.